# متحف الصيد التقليدي بجرجيس
متحف الصيد التقليدي بجرجيس هو متحف تونسي يقع في مدينة جرجيس.

يقدم المتحف نظرة عن وسائل الصيد التقليدية المعروفة في هذه الجهة، ويقدم أيضا مقترحات لوسائل صيد صديقة للبيئة البحرية.